# Лухакоодер, Расмус
Расмус Лухакоодер (эст. Rasmus Luhakooder; 8 декабря 1988, Вильянди) — эстонский футболист, нападающий.

## Биография
Воспитанник вильяндиского футбола. Взрослую карьеру начал в клубе «Кирм» (Сууре-Яани) в четвёртой лиге Эстонии, затем играл за «Элву» в первой лиге.
В 2006 году перешёл в «Тулевик» (Вильянди), но в первых двух сезонах играл только за резервную команду. В основной команде «Тулевика» дебютировал 8 марта 2008 года в матче первого тура высшей лиги против «Левадии». Первый гол в элите забил 22 марта 2008 года в ворота «Флоры». В 2008—2009 годах регулярно играл за основу «Тулевика», в 2010 году провёл только 10 матчей на старте сезона. В 2011 году «Тулевик» по организационным причинам был переведён во вторую лигу (третий дивизион), Лухакоодер продолжил играть за него и дважды подряд становился лучшим бомбардиром клуба, забивая по 23 гола за сезон. В 2011 году с этим результатом стал лучшим снайпером зонального турнира, в 2012 году занял четвёртое место среди бомбардиров. Со временем вместе с клубом поднялся в высшую лигу, где в 2015 году провёл ещё 7 матчей.
В конце 2015 года завершил профессиональную карьеру, но изредка продолжал выходить на поле как любитель за резервные команды «Тулевика». В 2024 году сыграл один матч за основной состав клуба, выступавшего в том сезоне в третьем дивизионе.
Всего в высшем дивизионе Эстонии сыграл 64 матча и забил 4 гола.
Выступал за сборные Эстонии младших возрастов, провёл не менее 12 матчей, в которых не отличился.